# Paul Elliott (Radsportler)
Paul Elliott (* 1943 in Rathfarnham; † 9. Januar 1988 in Shannon) war ein irischer Radrennfahrer.

## Sportliche Laufbahn
1961 und 1962 gewann Paul Elliott das irische Rennen Route de Chill Mhantain. 1970 wurde er irischer Straßenmeister der Amateure und gewann die Gesamtwertung der Irland-Rundfahrt.
Paul Elliott war ein jüngerer Bruder des Radrennfahrers Seamus Elliott. Er starb 1988 im Alter von 45 Jahren bei einem Jagdunfall.

## Erfolge
1961
- Route de Chill Mhantain

1962
- Route de Chill Mhantain

1970
- Irischer Meister – Straßenrennen (Amateure)
- Gesamtwertung und eine Etappe Irland-Rundfahrt